# Cal Llorenç
Cal Llorenç és una casa de Sant Agustí de Lluçanès (Osona) inclosa a l'Inventari del Patrimoni Arquitectònic de Catalunya.

## Descripció
Edifici de dos pisos de planta rectangular i teulat a doble vessant lateral a la façana principal, al qual se li han adossat diverses construccions que fan de corts. Els murs són fets de pedra irregular i poc morter i totes les obertures de la casa tenen llinda de pedra. Algunes de les construccions annexes són fetes amb maó i ciment.

## Història
La construcció d'aquest edifici, tot i no tenir cap data de construcció es manté dins la llinda de construcció dels segles XVIII amb modificacions posteriors del XIX i el XX.